# Lake Oswego
Lake Oswego is een plaats (city) in de Amerikaanse staat Oregon, en valt bestuurlijk gezien onder Clackamas County, Multnomah County en Washington County.

## Demografie
Bij de volkstelling in 2000 werd het aantal inwoners vastgesteld op 35.278. In 2006 is het aantal inwoners door het United States Census Bureau geschat op 36.713, een stijging van 1435 (4,1%).

## Geografie
Volgens het United States Census Bureau beslaat de plaats een oppervlakte van 28,4 km², waarvan 26,8 km² land en 1,6 km² water. Lake Oswego ligt op ongeveer 14 m boven zeeniveau.

## Plaatsen in de nabije omgeving
De onderstaande figuur toont nabijgelegen plaatsen in een straal van 8 km rond Lake Oswego.

## Geboren
- Julianne Phillips (1960), actrice en voormalig fotomodel
- Marissa Neitling (1984), actrice